# Secret of Mana
Vous lisez un « article de qualité » labellisé en 2018.
Secret of Mana (Seiken densetsu 2 au Japon) est un jeu vidéo de type action-RPG développé et édité par Square sur Super Nintendo en 1993 au Japon et en Amérique du Nord, puis en 1994 en Europe. C'est le second opus de la série de jeux vidéo Mana. L'intrigue prend place dans un univers d'heroic fantasy et suit l'histoire de trois héros qui tentent d'empêcher un empire de conquérir le monde à l'aide d'une forteresse ancienne volante.
Secret of Mana mêle action-aventure et éléments de jeu vidéo de rôle, comme l'évolution des personnages et la magie. Il intègre également un système de combat en temps réel plutôt que l'habituel tour par tour du genre RPG et un système de menu circulaire typique. Le joueur dirige simultanément un groupe de trois personnages, dont deux sont dirigés par l'intelligence artificielle. Le jeu permet à un deuxième et troisième joueur de rentrer à tout moment dans la partie, permettant ainsi de jouer en multijoueur coopératif. Le jeu est conçu par Kōichi Ishii et Hiromichi Tanaka, produit par ce dernier et réalisé par le premier, et programmé par Nasir Gebelli. La bande-son est composée par Hiroki Kikuta.
Lors de sa sortie, Secret of Mana est un succès commercial avec 1,83 million d’exemplaires vendus à travers le monde, et reçoit des louanges de la part de la presse spécialisée, grâce à ses graphismes aux couleurs vives, à son scénario vaste, au menu circulaire et à son système de combat en temps réel innovant. Les critiques apprécient la bande-son et la possibilité de personnaliser l'IA des alliés. Il est également considéré comme l’un des plus grands jeux de l’histoire du jeu vidéo. Le jeu est réédité sur la console virtuelle de la Wii en 2008, puis sur téléphone mobile en 2009, sur iOS en 2010, puis sur Android. Il est réédité au Japon sur la console virtuelle de la Wii U. Le jeu est par la suite inclus dans la réédition de la console Super NES Mini fin 2017. Le 15 février 2018, un remake intitulé Secret of Mana incluant des graphismes en trois dimensions est publié sur PlayStation 4, PlayStation Vita, PC (Windows) via Steam.

## Trame

### Placement dans les franchises

Logo de la version japonaise du jeu, intitulé Seiken densetsu 2.

Secret of Mana est le deuxième opus de la série Mana, suivant le jeu sorti en 1991 en Europe sous le titre de Mystic Quest. C'est cependant le premier jeu à être commercialisé sous l'appellation Mana, puisqu'au Japon le premier jeu, ses suites et la franchise sont intitulés Seiken densetsu. Malgré le titre utilisé en Europe, ce premier opus n'a aucun rapport avec Mystic Quest Legend (Final Fantasy: Mystic Quest à l'étranger), qui lui est issu de la franchise Final Fantasy, également détenue par Square. En outre, aux États-Unis, ce premier jeu est commercialisé en tant que spin-off dans la franchise Final Fantasy, sous le titre Final Fantasy Adventure. Toutefois, le jeu ne partage pas le même univers, ni le même système de jeu. Sortant en Occident sous ce titre unique, Secret of Mana s'affranchit donc de la franchise Final Fantasy aux États-Unis,.

### Univers
Secret of Mana prend place dans un monde de high fantasy appelé Pays de Mana, dans lequel est mise en scène une source d'énergie éthérée appelée Mana,. Le jeu prend place dans un monde pastoral et charmant qui comporte plusieurs îles, dans lequel de manière classique, l'arc narratif retrace l'histoire d'un héros qui tente de sauver le monde de l'empire du mal,. Ce pays comporte aussi des zones arides et désertiques habitées de créatures spécifiques, mais également des zones enneigées ou glacées, appelées Monde de glace, où un hiver rude perdure,. D'autres zones mettent visuellement en scène les quatre saisons,.
Le scénario a pour base la légende arthurienne, notamment celle d'Excalibur. Il embarque certains éléments récurrents de la série comme l'ennemi Liévro, l'épée Mana et l'arbre Mana. Ce dernier était déjà présent dans le scénario du précédent opus, Mystic Quest. Le thème central de Secret of Mana est l'opposition entre la nature et la technologie. L'arbre Mana représente ainsi le pouvoir de la vie et le fort Mana, artificiel, matérialise la puissance du mal. Le jeu comporte certains aspects humoristiques,,. Il se déroule dans un univers médiéval, mais présente des aspects détonants et parfois étranges, comme la présence d'un personnage ayant trait pour trait ceux du père Noël, des canards portant des casques militaires, des forêts passant d'une saison à l'autre en changeant d'écrans, ou des déserts parsemés d'étoiles,.

### Personnages

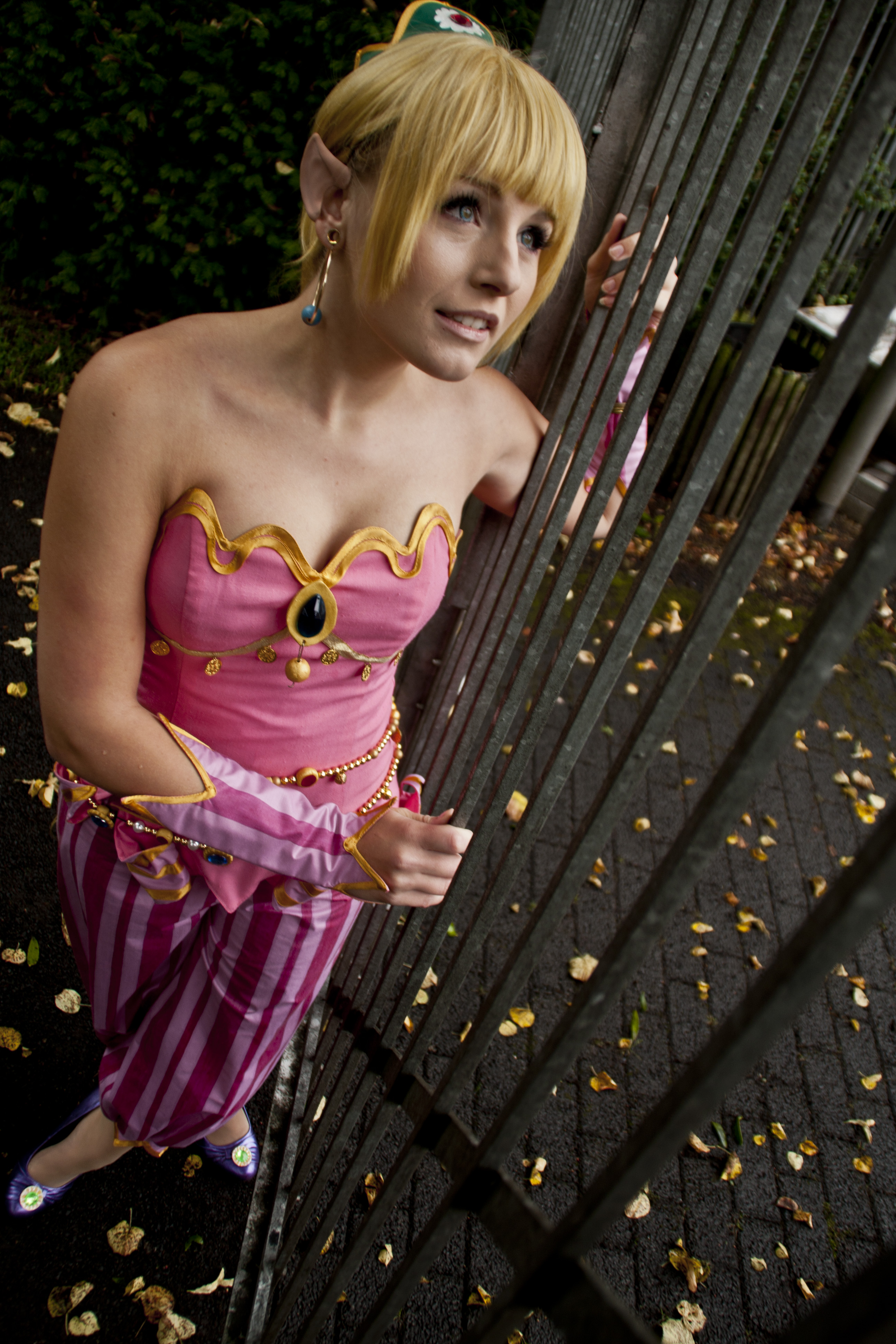
Cosplay de Purim.

Le joueur dirige simultanément un groupe de trois personnages, qui ne portent pas de nom dans les versions occidentales (sauf dans les versions iOS et Android, qui adoptent les noms japonais). Le jeune garçon (Randi au Japon) est le héros. Sa mère est venue au village de Potos et l'a abandonné avant de disparaître. L'ancien, le chef du village, l'a recueilli et élevé. Il est le descendant du héros légendaire ayant détruit le fort Mana et ramené la paix. C'est un guerrier ne maîtrisant pas la magie, plus puissant et agile au combat rapproché que ses équipiers. La fille (Purim au Japon) est la fille d'Elman, un habitant du royaume de Pandore. Elle rejoint le héros car elle pense qu'il peut lui permettre de retrouver Tom, son fiancé parti pour affronter Sorcia, la sorcière. Elle est plus à l'aise avec la magie qu'au combat, essentiellement pour agir défensivement ou sur ses coéquipiers,,. L'elfe (Popoie au Japon), à l'aspect androgyne, se joue du héros et de la fille. Mais pris de remords, il rejoint le groupe dans l'espoir d'atteindre le palais souterrain et de retrouver la mémoire. Il est le seul à maitriser les magies offensives et est doté d'un caractère téméraire,,.
Jean est un ancien chevalier qui aide le héros dès le début de l'aventure. Lucie, âgée de 200 ans, est la gardienne du palais de l'eau. Elle connaît tout du monde de Mana et aide également le héros. Flammy est un bébé dragon que le groupe sauve de la mort dans le royaume des champignons. Trop jeune pour accompagner le groupe, il est élevé par le roi. Quand il atteint l'âge adulte, il aide le trio, en lui permettant de se rendre sur son dos où il le désire. Vulk est le forgeron qui permet de faire évoluer les armes grâce aux sphères. Tom, le fiancé de la fille, a été envoyé avec ses soldats auprès de la sorcière Sorcia pour la vaincre. Mais celle-ci le téléporte auprès du sorcier Thanatos où il sera rejoint par Anna, une amie de la fille.
Thanatos est un ancien sorcier, revenu au pays sous forme d'esprit et a besoin d'une enveloppe charnelle pour survivre, en l'occurrence Tom. L'Empereur Vandole règne sur l'Empire, épaulé par ses gardes, Méka, Schwarzy et Rambo,,.
Le joueur peut converser avec la plupart des personnages non-joueurs, principalement dans les villages. Ils donnent des indices sur l'intrigue, mais aident également les héros en vendant, achetant des objets ou en proposant du repos aux protagonistes.

### Contexte
Sur cette terre, un peuple vit en paix et en liberté, sans maitre, ni même l'adoration d'un dieu. Ce peuple puise sa force de l'arbre Mana, une source d'énergie puissante et obscure. Le royaume est en paix, mais les sages racontent qu'il y a longtemps, ce ne fut pas toujours le cas. Une vieille légende prétend que les habitants utilisèrent un jour les pouvoirs du Mana pour se révolter contre leurs dieux, la Puissance de l'infini. Ils créèrent l'arme ultime, une forteresse volante, connue sous le nom de fort Mana. Un chevalier, brandissant la légendaire épée Mana, survint alors pour les punir et détruisit le fort et cette civilisation. Il scella les graines de l'arbre Mana dans huit palais différents, pour en faire les sceaux qui préserveraient le Mana du mal. Par la suite, il planta à jamais l'épée Mana dans un rocher, également dans le but d'empêcher le mal de revenir, mais aussi pour permettre de commémorer la profanation de la puissance du Mana.

### Scénario

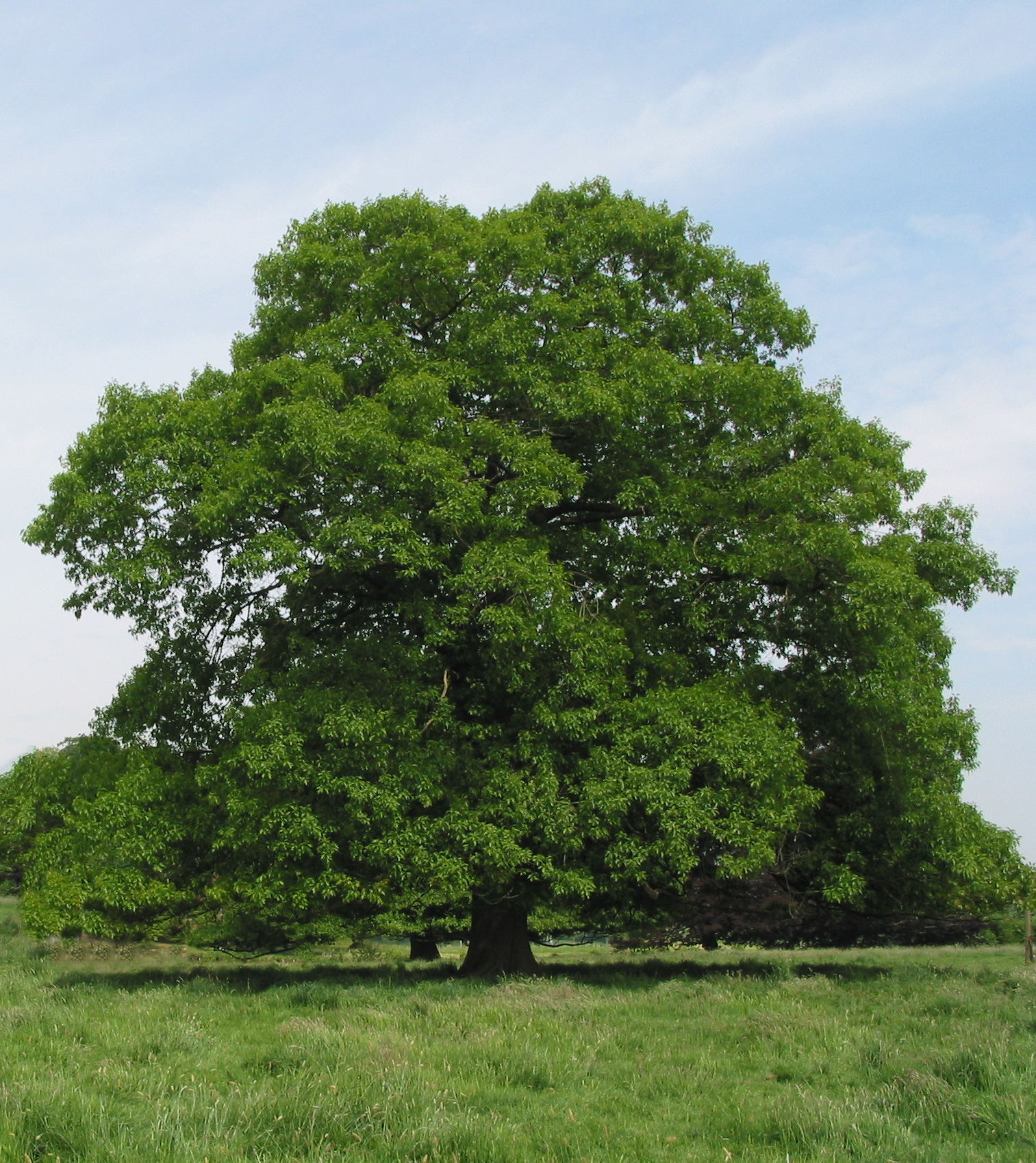
C'est dans l'arbre Mana que tout ce pays puise son énergie.

Un jour près de la cascade, alors qu'il cherche avec deux camarades quelque chose qu'il pense être un trésor, un jeune garçon tombe dans le lac en contrebas. Alors qu'il rentre seul au village, il réussit à retirer l'épée Mana de son socle. L'affaiblissement de la magie Mana lui a permis de décoincer l'épée légendaire du rocher dans lequel elle était scellée. Malheureusement, lorsqu'il est de retour dans son village, Potos, tout le monde s'aperçoit que les monstres se mettent à attaquer, ceci en raison du descellement de l'épée. Le jeune garçon est alors banni du village, les habitants espérant par cet acte la clémence des monstres. Mais Jean, un ancien chevalier, lui conseille d'aller rencontrer Lucie, la gardienne du palais de l'eau,. Celle-ci scelle la première graine Mana et l'épée Mana, et demande au héros de récupérer les huit graines pour restaurer la totalité de la puissance de l'épée,. En effet, son pouvoir est nécessaire pour vaincre l'Empire, qui veut faire renaître le fort Mana et dominer le monde. Sur ces conseils, le héros se dirige vers le sud du royaume de Pandore. En chemin, au château du royaume, où Jean est présent, il rencontre une fille qui se joint à lui, dans l'espoir de retrouver Tom, son fiancé parti défier la sorcière Sorcia. Cette dernière puise l'énergie des gens du royaume et les affaiblit. Le groupe apprend par la suite que c'est Tom, sous l'emprise du mauvais Thanatos, qui asservit les habitants. Le duo rencontre un elfe, à Gaïa, à l'ouest de Pandore, qui s'allie à lui dans l'espoir personnel d'atteindre le palais souterrain et de retrouver la mémoire,.
Ce jeune héros, la fille et l'elfe traversent les nombreuses contrées du pays de Mana. Au cours de son périple, le trio rencontre de nombreux habitants qui les aident, comme la résistance qui lutte contre la domination de l'Empire. Il investit les huit palais et les nombreux châteaux afin d'y trouver les sphères permettant d'améliorer leurs armes et les personnages leur offrant leur magie. Les protagonistes réussissent à récupérer les huit graines Mana,. Cependant, ils arrivent trop tard et ne peuvent sceller la dernière graine Mana dans l'épée car l'Empereur s'interpose. Thanatos vient alors de réussir à sceller les graines Mana, permettant au continent souterrain d'émerger sous le palais. En effet, un des gardes du corps de l'Empereur et une partie de l'Empire l'ont trahi et se sont alliés avec Thanatos pour faire renaître le fort Mana dans les airs, ce qu'ils font en scellant les huit graines Mana. Le groupe apprend alors par Jean, Lola et Anna, que Thanatos a enlevé Tom pour s'en servir d'enveloppe corporelle. Les trois protagonistes parviennent jusqu'à l'arbre Mana, à Puritas, qui leur demande de réactiver l'épée légendaire Mana, indispensable pour venir à bout du fort Mana et du monstre appelé Démo Mana qui s'y développe et qui puise l'énergie de la planète. L'arbre, après avoir été détruit par le fort, révèle que le chevalier Mana est Paul, le père du héros et que sa mère est réincarnée dans l'arbre, comme tous ceux de la lignée Mana,. Le trio se rend sur le fort, y combat de nombreux ennemis, puis fait finalement face à Thanatos. Celui-ci dévoile qu'il est un ancien sorcier qui n'existe que sous forme d'esprit, et a besoin d'un corps pour exister, en particulier un natif de Mana, assez puissant, en l'occurrence Tom, afin de pouvoir contrôler le fort Mana. Lorsqu'il y parvient, le groupe est obligé de le combattre et le fait disparaître. L'épée Mana est alors reconstituée et le trio affronte le Démo Mana, qui est en réalité un dragon de la même race que Flammy. Le démon est vaincu grâce à l'épée. Cependant l'elfe meurt d'épuisement et disparaît à l'issue du combat. La paix revient sur la planète, alors que le jeune héros replante l'épée Mana dans le rocher du lac près de Potos.

## Système de jeu

### Généralités
Secret of Mana est un jeu d'action-RPG mêlant action-aventure et éléments de jeu vidéo de rôle, affiché dans une vue de dessus typique de l'ère 16 bits et qui intègre un système de combat en temps réel. Les graphismes sont donc en deux dimensions et la technique du scrolling est utilisée sur chaque zone. Plusieurs séquences, jouables et non-jouables utilisent la technique du Mode 7 de la Super Nintendo.

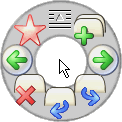
Le jeu propose un menu circulaire donnant accès à plusieurs anneaux, permettant de gérer les personnages et la totalité du jeu (exemple de menu circulaire).

Le jeu intègre un système de menu circulaire (appelé aussi en bague ou en anneau) qui permet de sélectionner et configurer de nombreuses fonctionnalités, comme l'équipement, l'intelligence artificielle gérant les personnages du groupe. Celui-ci est placé autour du personnage joueur et affiche des icônes organisées en cercle qui peuvent tourner dans le vide, les boutons et la croix directionnelle permettant d'afficher plusieurs autres sous-menus en anneaux donnant accès à toutes les options,. Le jeu est momentanément suspendu lorsque le joueur active le menu.
Le joueur déplace généralement les personnages de façon classique, à pied sur la carte du monde, alternant aléatoirement des zones de combat comme les donjons ou la campagne et des zones sans combat comme les villes ou certains palais. Au fur et à mesure des combats et des équipements choisis, le joueur fait progresser les caractéristiques des personnages, lui permettant de devenir de plus en plus puissant, alors que ses ennemis deviennent eux-aussi plus puissants. Le jeu impose des phases de levelling fréquentes. Des déplacements entre lieux précis peuvent également être effectués par l'intermédiaire du voyage canon. Les personnages montent dans un gros canon les propulsant dans une autre zone de la carte,. Par la suite, le joueur dispose de Flammy, un dragon qui leur permet de voler sur son dos, et peut être appelé grâce au Tambour-Flammy (hors des palais). Lors des vols, la carte du monde est affichée en mode 7, donnant l'illusion que la séquence est affichée en trois dimensions. Lors de ces vols, le joueur peut également opter pour un affichage classique représentant la carte en deux dimensions. Certains lieux ne sont accessibles qu'avec Flammy.

### Personnages
Le joueur dirige simultanément un groupe de trois personnages, dont deux le sont par l'intelligence artificielle. Le joueur peut choisir de contrôler à tout moment n'importe lequel des personnages. Le joueur peut décider du comportement de chaque personnage dirigé par l'IA. Ainsi, chaque personnage peut se tenir automatiquement éloigné des ennemis ou proches d'eux, ou passer à l'attaque directement sinon être attentiste et opter pour la contre-attaque. Le réglage se fait par l'intermédiaire d'un échiquier sur lequel est représenté un personnage qui doit être déplacé. Son placement représente donc ses actions, chaque côté correspondant à un comportement, garder ou attaquer, et approcher ou repousser. Le jeu permet également à un deuxième et troisième joueur de rentrer à tout moment dans la partie, autorisant ainsi le jeu en multijoueur coopératif. Le jeu à trois nécessite un Multitap, afin de permettre le branchement d'une troisième manette de jeu,,,,. Les personnages peuvent courir. Cet aspect est géré par une barre d'énergie située en bas de l'écran, qui limite la fréquence de son utilisation. Cette barre sert aussi durant les combats, quasiment sur le même fonctionnement.
Chaque personnage possède des attributs propres, et différentes forces et faiblesses individuelles. Chaque combat gagné fait automatiquement progresser de nombreux paramètres tels que la force, l'habileté, la santé, l'intellect, la sagesse, l'attaque, la défense ou la fuite... Le héros ne maîtrise pas la magie, mais les armes à un rythme plus rapide. La fille peut guérir les personnages grâce à la magie et lancer des sorts de restauration et de soutien. L'elfe use de magie offensive pour attaquer ou éliminer les ennemis. Les personnages montent en puissance ou résistance en fonction d'un système de niveau progressant grâce à des points d'expérience récoltés lors de chaque combat gagné. Lorsque les personnages montent d'un niveau, toutes les compétences sont améliorées, par exemple, la force ou la capacité d'évasion,. Afin de régénérer leur points de vie, le joueur peut reposer le trio dans les villes et plus précisément dans les auberges, acheter des objets qui permettent de retrouver de la vie ou les trouver dans les coffres que laissent aléatoirement les ennemis derrière eux lorsqu'ils sont vaincus,. Les ennemis laissent après leur mort un trésor que le joueur peut ouvrir et dans lequel peut figurer un objet utile ou de l'argent, mais aussi un piège.

### Combats et objets
Les combats se déroulent en temps réel, et les ennemis sont visibles et peuvent être facilement évités au besoin. Une barre de puissance pour chaque personnage, affichée en permanence en bas de l'écran, détermine la quantité de dégâts infligés à un ennemi en attaquant (mais aussi la course des personnages),. Cette jauge se vide automatiquement à chaque coup porté, puis se remplie au fur et à mesure en quelques secondes. Le pourcentage de remplissage au moment de l'attaque représente alors la puissance du coup. Un petit bip est émis lorsque la barre est pleine.
Secret of Mana propose trois types d'items outre les armes et sphères. Les objets destinés à la résurrection, la guérison ou la restauration d'état (noix, herbes, bonbons, coupe, chocolat...), des objets sans limite d'utilisation (Tambour-Flammy, Corde, Marteau) et des équipements de protection pour l'armure des personnages.
Le jeu intègre huit types d'armes différentes (épée, lance, arc, hache, boomerang, gant, fouet et javelot) et chaque personnage peut manier toutes les armes. Celles-ci apportent différents avantages et inconvénients, comme le combat à distance, ou le combat rapproché. Chaque personnage dispose également d'un niveau de maîtrise individuel pour chaque arme. Alors qu'elle monte en puissance, chaque arme évolue pour devenir une arme équivalente de la précédente, mais plus puissante. Par exemple, la lance se transforme progressivement en boutefeu, en pertuisane, en hallebarde, en guisarme, en vouge et en bardiche. Toutes les armes peuvent être améliorées huit fois, et l'utilisation répétée d'une arme augmente son niveau de compétence à un maximum de huit, débloquant une nouvelle attaque spéciale à chaque niveau. Les armes sont améliorées grâce à des sphères d'armes, qui peuvent être collectées dans les donjons ou gagnées en battant certains boss. Pour chaque arme, il existe huit sphères dispersées de par le monde. Afin de profiter de son pouvoir, chaque nouvelle sphère oblige le joueur à reforger l'arme grâce à un forgeron, situés dans la plupart des villages. Lorsque les armes sont améliorées avec les sphères, il est possible de dépasser les 100 % de la jauge,. Chaque nouveau palier de 100 % est affiché dans une couleur différente dans la barre de puissance. Le joueur peut donc réaliser une attaque concentrée en maintenant le bouton action enfoncé. Ceci permet la réalisation d'attaques particulières qui peuvent infliger des dégâts plus importants ou à tous les ennemis présents à l'écran. De plus, certaines armes se dotent à un moment donné d'effets spéciaux (possibilité d'endormir l'ennemi, le plonger dans un état de confusion...).
Certaines armes peuvent être utilisées hors combat. Par exemple, l'épée permet de trancher les buissons ou l'herbe qui bloquent l'avancement, la hache permet de couper des petits arbres et des buissons, la corde permet de quitter certains niveaux, ou le fouet permet de franchir un gouffre en s'accrochant à un poteau de l'autre côté.

### Magie
La fille et l'elfe maîtrisent la magie, que le héros ne peut utiliser, profitant d'une force plus importance qui privilégie le combat,. L'intelligence artificielle ne lance aucun sort de magie, ce qui oblige donc le joueur à prendre le contrôle de ces personnages ou de passer par le menu circulaire, s'il veut en lancer. La magie se divise en huit éléments (eau, feu, terre, vent, ombre (pour l'elfe uniquement), lumière (pour la fille uniquement), lune et arbre, offerts respectivement par Ondine, Athanor, Gnome, Sylphide, Ombre, Lumina, Luna et Dryade. Afin d'apprendre la magie, le joueur doit sauver ces huit esprits appelés élémentaires,, représentant différents éléments et chacun fournit au joueur des sorts spécifiques. Chaque élémentaire donne accès à trois sorts, spécifiques selon la fille et l'elfe. Les sortilèges de la fille sont orientés défensivement, ceux de l'elfe sont offensifs,.
La magie possède des niveaux de compétence similaires aux armes, mais chaque lancement de sort coûte des points de magie. Le niveau de chaque magie s'améliore petit à petit en lançant des sorts (plus de dommages, plus de soins, effets prolongés),, et à l'instar du niveau des armes, chaque personnage possède ses statistiques de maîtrise individuelle. Le niveau maximum qu'une magie peut atteindre est déterminé par le nombre de graines Mana découvertes par le joueur. Les points de magie se récupèrent dans les auberges en se reposant, grâce à la restauration gratuite auprès de certains personnages ou grâce à l'utilisation de noix,,.

## Développement

### Équipe

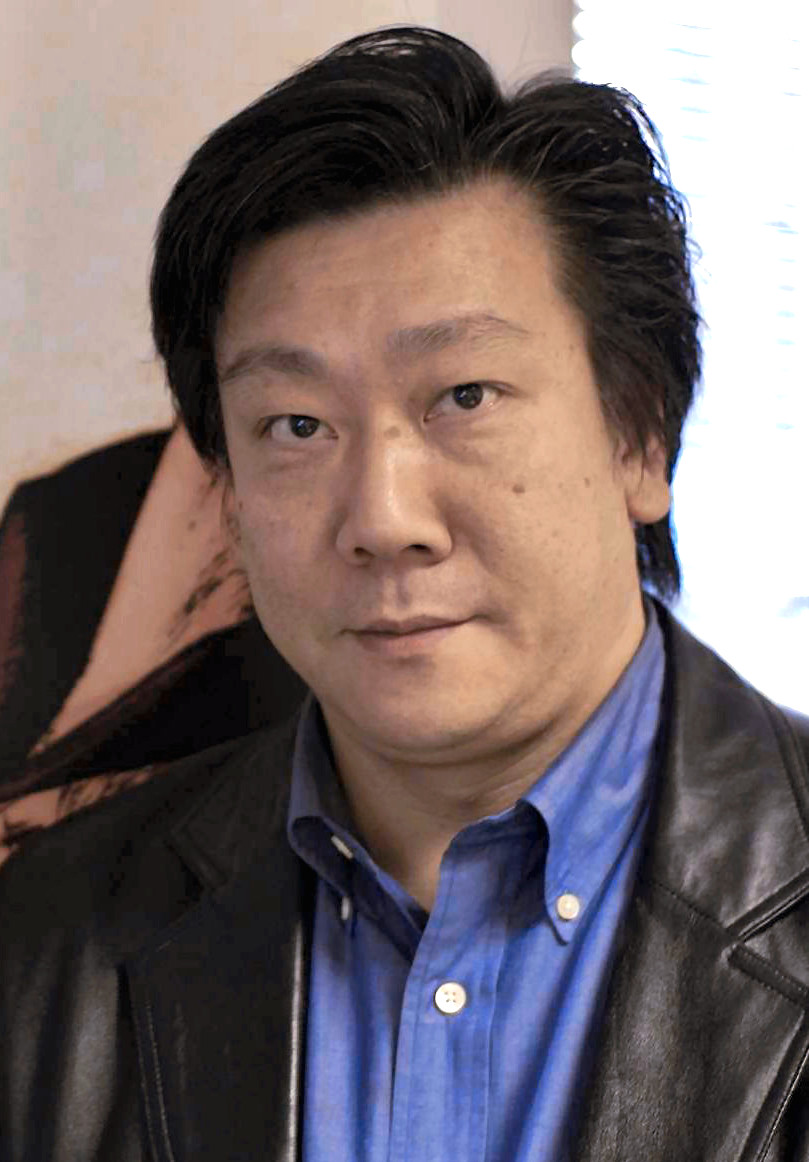
Hiromichi Tanaka, l'un des producteurs et concepteurs du jeu (photo de 2007).

Les ventes du premier jeu de la série, Mystic Quest sorti sur Game Boy, permettent d'envisager la création d'une suite. Secret of Mana est donc développé par Square. Le jeu est conçu par Kōichi Ishii, et le concepteur vétéran de chez Square Hiromichi Tanaka. Le jeu est produit par ce dernier et réalisé par Ishii. Ce dernier était déjà chargé de la réalisation du premier opus. Il a déclaré que Secret of Mana est « son jeu à lui » plus que tout autre projet sur lesquels il a travaillé, notamment dans la franchise Final Fantasy. Ishii a travaillé sur tous les jeux de la série Mana jusqu'en 2007, lorsqu'il quitte l'entreprise. Il a donc imaginé la plupart des concepts jusque-là, mais a également précédemment travaillé sur les trois premiers jeux de la franchise Final Fantasy et celle de SaGa. Tanaka est l'un des membres fondateurs de l'entreprise Square, et a également conçu les trois premiers Final Fantasy et travaille plus tard sur la suite Seiken densetsu 3 (Trials of Mana), mais aussi Chrono Cross. Le jeu est programmé par Nasir Gebelli. Après avoir programmé seul les trois premiers Final Fantasy, il prend une longue période de repos avant de travailler sur Secret of Mana. Considéré comme un pionnier de la programmation de jeux sur ordinateur personnel, d'autres développeurs ont dévoilé s'être inspirés de son travail pour créer leurs jeux et franchises phares, notamment John Romero créateur de Doom, ou Jordan Mechner, créateur de Prince of Persia. Secret of Mana est son dernier jeu chez Square,,,.

### Conception
Après la production de Final Fantasy III, l'équipe veut réaliser un jeu plus dynamique, plus basé sur l'action, ne séparant pas les phases de combat, et se met donc à travailler sur sa suite Final Fantasy IV. Le projet comporte une très grosse quantité de contenu. D'autre part, Square développe aussi un autre jeu d'une taille importante, Chrono Trigger. Cependant, durant le processus le jeu évolue tellement que l'équipe décide de réaliser un nouveau jeu plutôt qu'une suite dans la série.
L'équipe pense d'abord reprendre une grande partie du code du jeu Mystic Quest, mais en modifie de nombreuses parties, et inclut également des éléments d'autres jeux populaires de Square. Le système de jauge de puissance gérant la force de l'attaque est modifié, dans le but de la rendre plus attrayante, mais aussi pour permettre un son et des graphismes de meilleure qualité que dans le précédent opus. Le système de gestion de l'équipe est également revu. Les personnages restent définitivement dans le groupe, chacun d'entre eux peut être contrôlé par d'autres joueurs et leurs attributs peuvent progresser, alors que dans le premier épisode, chaque personnage ne pouvant évoluer rejoint le groupe seulement temporairement. La fonctionnalité multijoueur en coopération n'est pas dans le concept pensé au départ pour le jeu. Cependant, les développeurs rajoutent cet aspect lorsqu'ils s'aperçoivent qu'ils pourront faire facilement contrôler les trois personnages par des joueurs différents.
Les développeurs décrivent le système de combat utilisé par Secret of Mana comme une extension de celui des trois premiers opus de la franchise phare Final Fantasy et de celui de Xenogears dans une version améliorée, qui évoluera encore pour devenir celui de Chrono Cross. Le système de points d'expérience, et de niveau sont issus de Final Fantasy III. Selon Tanaka, le système de combat intègre des mécanismes de jeu qui étaient destinés à Final Fantasy IV. Tanaka révèle qu'à ce titre, il considère personnellement Secret of Mana comme une suite de Final Fantasy III. De la même manière, certains éléments qui n'ont pas été utilisés, ont été intégrés dans ce dernier et le jeu Chrono Trigger, alors tous les deux en production à cette époque.
Le début du jeu avec son épée légendaire plantée dans un rocher est inspiré de la légende d'Excalibur.

### Support de stockage
À l'origine, le jeu doit être commercialisé sur CD pour fonctionner sur le lecteur Super Nintendo CD-ROM qui est en cours de développement, un périphérique destiné à la Super Nintendo permettant de faire fonctionner ses disques numériques. Cependant, le contrat entre Nintendo et Sony pour produire ce périphérique est annulé. Le jeu doit donc changer de support,,,. Pourtant, les développeurs continuent à travailler sur le projet sans rien modifier, malgré l'arrêt de la création du lecteur, prétextant une trop grande partie du jeu à supprimer. Mais la direction les oblige à arrêter et le jeu est alors radicalement réduit, pour tenir sur une cartouche de Super Nintendo standard, possédant un espace de stockage inférieur à celui d'un CD-ROM. Par conséquent, un grand nombre d'éléments a dû purement et simplement être retiré et certaines autres fonctionnalités qui était terminées ont dû être reprogrammées,. Ishii estime que près de 40 % du contenu a été supprimé en raison des limitations de l'espace de stockage. L'un des changements les plus significatifs a été la suppression de la possibilité de choisir plusieurs branches de scénario durant le jeu, conduisant à plusieurs fins possibles,. Ceci a donné naissance à un jeu avec une intrigue très différente de celle rédigée au début du projet, mais surtout à un jeu linéaire. Tanaka a dévoilé que le scénario original était plus sombre que celui de la version finale. Il confie finalement que la version CD du jeu était très différente de la version finale sur cartouche. Lors de la sortie du jeu, les critiques supposent que ces changements ont provoqué les problèmes techniques et les ralentissements qui se produisent lorsque trop d'événements surviennent à l'écran en même temps,. Secret of Mana subit finalement le même traitement que son prédécesseur. En effet, le premier opus naît sous le titre Seiken densetsu: The Emergence of Excalibur pour fonctionner sur cinq disquettes sur le Famicom Disk System, le périphérique de la NES. Cependant, ce projet trop ambitieux est drastiquement réduit et devient Mystic Quest sur Game Boy.
En 2006, le magazine Level considère que le développement compliqué de Secret of Mana, a convaincu Square de déplacer leurs jeux, tels que la franchise Final Fantasy des consoles Nintendo vers celles de Sony dès 1996, notamment Final Fantasy VII, passant de la Nintendo 64 sur PlayStation,. Selon The Escapist, l'absence de réel développement des personnages est dû aux coupes drastiques exécutée dans le jeu.

### Traduction
La version japonaise est la seule dans laquelle les trois protagonistes portent un nom, indiqués dans le manuel de jeu. Cependant, dans toutes les nouvelles traductions réalisées à l'occasion de la sortie sur iOS et Android, les personnages reprennent les noms japonais,.
La traduction anglaise de Secret of Mana est achevée en seulement trente jours, quelques semaines après la sortie japonaise. Le jeu est tout d'abord dévoilé sous le titre Final Fantasy Adventure II,. Lors de sa sortie américaine, les critiques estiment la traduction réalisée à la hâte, probablement dans le but de permettre la commercialisation à temps pour les fêtes de Noël 1993. Selon le traducteur de cette version, Ted Woolsey, une grande partie du texte est amputée à cause des limitations d'espace,. La traduction utilise une police de largeur fixe pour les textes affichés durant le jeu et limite ainsi la quantité d'espace disponible pour l'afficher. Woolsey doit donc limiter les dialogues au strict nécessaire, laissant de côté une bonne partie du texte originel, et déclare plus tard à ce sujet : « cela m'a presque tué ». Il fait face à d'autres complications. Le script est difficile à traduire, puisque le texte lui est présenté par morceaux, en désordre, ce qu'il compare à « mélanger un roman ».
La traduction française de Secret of Mana est également largement critiquée,. Réalisée par Véronique Chantel à partir de la version anglaise, elle est couverte avant la sortie du jeu par la presse spécialisée hexagonale, qui remarque globalement les mêmes problématiques que celles rencontrées pour la version anglaise. Un magazine comme Joypad, très déçu par la traduction du premier opus, Mystic Quest, rencontre Véronique Chantel, et comme auprès de Nintendo Player, elle livre quelques informations supplémentaires. Si les observateurs se plaignent régulièrement des traductions, ils remarquent cependant les difficultés de la tâche. Aux problèmes rencontrés par Woolsey s'ajoute, la longueur du texte en français qui selon Chantel, est plus importante d'à peu près 30 % que l'anglais. La qualité du résultat peut aussi être remise en cause, car l'adaptation épurée d'une autre adaptation épurée peut parfois différer de l'original et sembler étrange. Mais Chantel prend le soin de donner naissance à une histoire cohérente. Elle rappelle également que Nintendo, comme Square ne tolèrent aucune vulgarité, allusion sexiste et raciste, ou discrimination et que certains aspects ont par conséquent été gommés. Elle s'appuie parfois sur des ouvrages qu'elle trouve en bibliothèque, afin de choisir le nom adéquate des armes, en se basant aussi sur les visuels. Chantel dévoile s'être rendue chez Square au Japon, afin de s'assurer de la qualité du texte inséré dans la ROM par les programmeurs, peu conscients des subtilités de la langue française. La traduction prend en elle-même à peu près trois semaines. Aidée par une employée du centre d'assistance téléphonique de Nintendo qui s'acquitte de la tâche, la vérification en jouant au jeu jusqu'à la fin pour vérifier la totalité les textes porte la durée du processus à près de deux-mois et demi,.

## Musique

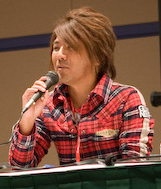
Hiroki Kikuta compose la musique du jeu (photo de 2008).

La bande-son de Secret of Mana est composée par Hiroki Kikuta et arrangée par Kenji Itō, qui a composé la bande-son du premier opus Mystic Quest,. Itō est pourtant au départ aux commandes de la réalisation de la partie musicale, mais il est remplacé par Kikuta, alors qu'il est déplacé sur d'autres projets, tels que Romancing SaGa. Secret of Mana est la première bande-son que crée Kikuta en matière de jeu vidéo. Le compositeur tente de faire cohabiter deux « styles contrastés » dans ses compositions, dans le but de donner naissance à des musiques originales qui ne seraient ni de la pop, ni de la musique standard de jeu vidéo. Il travaille seul sur la musique, passant près de 24 heures par jour dans son bureau, alternant entre composition et édition pour créer une bande-son qu'il qualifie d'« immersive » et « tridimensionnelle ». À l'époque de la création du jeu, les compositeurs de musique de jeu créent des samples d'instruments. Plutôt que de demander à des ingénieurs du son de s'acquitter de la tâche, Kikuta réalise ses propres échantillons, en fonction des capacités de la Super Nintendo. Il dévoile par ailleurs avoir rencontré des difficultés à gérer les limitations des capacités matérielles de la plate-forme au niveau sonore. Ses samples lui permettent alors de savoir exactement comment chaque morceau sonnerait sur la console et de ne pas s'inquiéter des différences entre ses compositions originales et la sonorité sur la Super Nintendo. En 2001, Kikuta déclare qu'il considère la bande-son de Secret of Mana comme sa création préférée.
La bande-son propose aussi bien des musiques menaçantes que des mélodies joyeuses et légères, et est reconnue pour ses sons de cloches et de « pianos sombres et solennels ». Les compositions de Kikuta sont en partie inspirées par des paysages naturels, ainsi que la musique balinoise,. Kikuta adapte le thème principal, Fear of the Heavens, afin qu'il soit synchronisé avec l'écran-titre du jeu, qui apparaît seulement progressivement en raison des limitations matérielles. Selon Kikuta, les compositeurs essayent rarement à l'époque de faire correspondre la musique d'un jeu à ses visuels. D'autre part, Kikuta fait également commencer la piste avec un « son de baleine », plutôt qu'un traditionnel « bip », afin d'essayer de « connecter plus intensément » le joueur avec le jeu dès le début de la partie.
Un album officiel de la bande-son contenant quarante-quatre pistes musicales du jeu, intitulé Seiken densetsu 2 Original Sound Version (聖剣伝説２ オリジナル・サウンド・ヴァージョン), est publié en août 1993 au Japon. Une version anglaise est commercialisée en Amérique du Nord en décembre 1994 sous le titre Secret of Mana Original Soundtrack. C'est donc l'un des premiers jeux japonais dont la bande-son est adaptée et publiée en dehors du Japon. Un autre album est commercialisé en 1993 sous le titre Secret of Mana +, contenant des versions orchestrales des musiques de Secret of Mana, ainsi que de Seiken densetsu 3 (Trials of Mana) alors en développement. Les musiques sont composées et arrangées par Kikuta et l'album ne comporte qu'une seule piste intitulée Secret of Mana. Un autre album est publié le 8 août 2012 sous le titre Secret of Mana Genesis (Seiken densetsu 2 Arrange Album), avec seize pistes, versions arrangées des musiques du jeu original. Dans le livret de cet album, Kikuta déclare que ces musiques « sont telles qu'il voulait qu'elles soient quand il les a écrites », sans les limitations des capacités matérielles de la Super Nintendo.

## Commercialisation
Secret of Mana est commercialisé au Japon sous le titre Seiken densetsu 2 (聖剣伝説2, en français La Légende de l'épée sacrée 2, en anglais Legend of the Sacred Sword 2) le 6 août 1993 sur Super Nintendo, puis en Occident sous le titre Secret of Mana, en octobre 1993 en Amérique du Nord et le 24 novembre 1994 en Europe,,,. La version occidentale est commercialisée conjointement avec un guide de jeu,,.

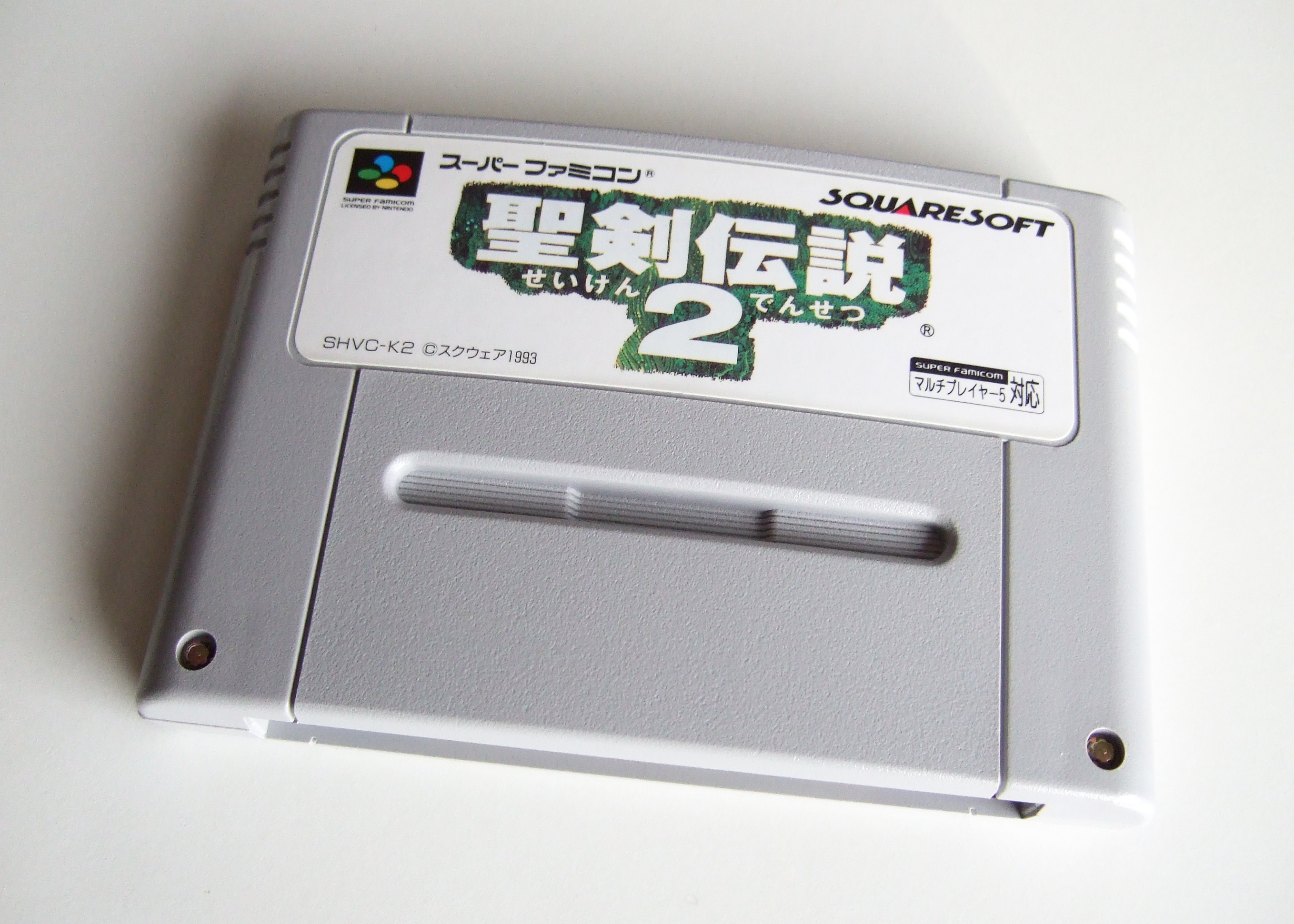
Au Japon, le jeu sort sous le titre éponyme de la série, Seiken densetsu 2

En 1999, Square annonce le portage de Secret of Mana sur la console portable de Bandai, la WonderSwan Color, parmi les neuf jeux que l'entreprise a prévu de développer sur la plate-forme. Cependant, il n'a jamais été réalisé. Le jeu sort sur la console virtuelle de la Wii le 9 septembre 2008 au Japon,, le 13 octobre 2008 en Amérique du Nord, et le 26 décembre 2008 en Europe. Cette version prend en charge le jeu à trois grâce à l'usage d'une manette de jeu GameCube ou d'un contrôleur classique pour Wii. Un portage sur téléphone mobile est publié le 26 octobre 2009 au Japon. Cette version bénéficie de graphismes et de musiques adaptées à la plate-forme, ainsi que des commandes entièrement compatibles avec les boutons du téléphone mobile. Un autre portage du jeu sur iOS est dévoilé lors de l'E3 2010 et publié le 21 décembre 2010. Cette version bénéficie d'une traduction entièrement reprise depuis la version japonaise,,. Le 26 juin 2013, le jeu paraît sur la console virtuelle de la Wii U au Japon. La version iOS est également publiée sur Android le 30 octobre 2014,. La version originale est commercialisée sur Nintendo Switch le 1er juin 2017 uniquement au Japon, dans la compilation Seiken densetsu Collection, qui comprend également Mystic Quest et Trials of Mana (Seiken densetsu 3). La compilation est par la suite publiée en Occident à partir de juin 2019 sur Switch sous le titre Collection of Mana, incluant les jeux traduits en différentes langues (anglais, français, allemand). Le jeu est inclus, uniquement dans sa version anglophone, dans la ludothèque de la console dédiée Super NES Mini, une version miniaturisée moderne de la Super Nintendo commercialisée à partir du 29 septembre 2017 dans le monde entier,.

## Accueil

### Critiques de la version originale
Lors de sa sortie, Secret of Mana est très apprécié et reçoit des louanges de la part de la presse spécialisée, grâce à ses graphismes aux couleurs vives, à son scénario vaste, au menu circulaire et à son système de combat en temps réel innovant. Les critiques apprécient également la bande-son et la possibilité de personnaliser l'IA des alliés. Le jeu est très fréquemment comparé à The Legend of Zelda: A Link to the Past sorti deux ans auparavant (1991),,, et est parfois considéré comme meilleur,,,.
Le magazine Ultimate Future Games qualifie de parfait l'équilibre entre action et résolution d'énigmes, ce que confirme Nintendo Player. Consoles + juge le levelling imposé par le jeu comme une plongée dans l'univers d'un jeu tel que ceux de la série Donjons et Dragons. Joypad regrette que le jeu permette l’enchaînement des coups sans que l'adversaire ne puisse réagir. Super Power estime que certains combats sont compliqués, notamment contre certains boss. La quasi-totalité des observateurs remarquent la possibilité inédite de jouer jusqu'à trois personnes en même temps, en contrôlant chacun un personnage joueur différent,,,,,. GamePro trouve la fonctionnalité intéressante, même si elle n'est vraiment « utile que durant les combats contre les boss ». Edge considère le système de combat en temps réel comme l'un des meilleurs jamais créés. GamePro estime que la barre de pourcentage gérant la puissance des attaques apporte un aspect plus réaliste aux combats assujettis aux niveaux de performances statistiques. Electronic Games rappelle toutefois que l'intelligence artificielle n'est pas optimale et que parfois certains personnages se bloquent dans des éléments de décors ou des obstacles. Electronic Gaming Monthly évoque des coéquipiers « stupides ayant tendance à se faire tuer facilement ». Selon Edge, l'interface, « l'une des meilleures jamais créées », ne gêne pas l'action. Edge qualifie le système de contrôle de « superbe », et GamePro considère les anneaux faciles à utiliser, mais nécessitant plus de temps que pour un menu classique. Player One juge à l'opposé les « menus en anneau délicats à gérer ». Electronic Games et GamePro signalent l'immensité de l'univers du jeu,.
Nintendo Magazine System qualifie les graphismes de « richement colorés » et « finement détaillés ». Consoles + note les décors détaillés et animés en permanence, comportant « des couleurs qui crèvent l'écran ». Player One remarque des graphismes « variés et soignés ». Nintendo Power les juge « superbes ». Super Power relève quelques bugs d'affichage occasionnels. Concernant la phase de vol à dos de dragon en mode 7, CD Consoles juge l'impression de réalisme « saisissante ». Consoles + considère que l'utilisation de ce mode d'affichage est raisonné. GamePro estime que le jeu comporte tous les aspects visuels d'un jeu Final Fantasy « décent ».
GamePro estime le scénario peut-être un peu moins complexe que celui d'un jeu comme Final Fantasy II, mais rajoute qu'il comporte « quelques rebondissements superbes ». Pour CD Consoles, le scénario détrône largement celui de Zelda III. Selon Nintendo Player, le scénario est assez conventionnel, mais est « bien ficelé et très agréable à suivre ». Le magazine le juge toutefois très linéaire au début du jeu. Player One soulève également la linéarité du gameplay et du scénario sur la totalité du jeu. De nombreux médias soulignent en outre la durée de vie « exceptionnelle » du jeu, proposant plusieurs dizaines d'heures d'aventure,,.
Consoles + note que les thèmes musicaux rythment l'aventure, féeriques dans les châteaux ou angoissants lors de combats clés. Nintendo Player relève également une bande-son variée, adaptée à chaque situation. Selon Player One, les musiques jouent un rôle prépondérant dans la réussite de l'atmosphère du jeu. GamePro remarque une certaine répétitivité des morceaux joués.
Consoles + remarque que beaucoup considèrent trop rapidement Secret of Mana meilleur qu'A Link to the Past. Si le magazine juge les graphismes plus beaux sans discussion, la diversité, la complexité et la finesse des énigmes n'atteint pas le niveau de ce dernier. Consoles + voit tout de même dans le jeu le digne successeur de Zelda. Selon Edge, il est meilleur que Ys I et Ys II, mais aussi que Zelda 3, dont il est sur certains aspects plus « habilement conçu et agréable ». Pour GamePro, il ressemble à Zelda, mais possède sa propre ambiance, unique. Nintendo Player se contente de mettre en avant ce qui différencie les deux jeux afin d'éclairer les lecteurs. Selon Nintendo Magazine System, Zelda 3 reste au-dessus.
CD Consoles qualifie le jeu de « nec plus ultra du genre ». Joypad évoque « un giga-hit venu de l'Orient ». Nintendo Magazine System conclut son article en citant simplement « un trésor ». SNES Force décèle un jeu d'une qualité rarement rencontrée sur le marché. Super Play évoque un « tour de force, une fête des sens, un bon Dieu de jeu Super Nintendo ».

### Rééditions
La version Wii de Secret of Mana, sortie en 2008 sur la console virtuelle, est bien accueillie par la presse spécialisée,,,,. IGN le désigne comme « un chef-d'œuvre du jeu vidéo de rôle réalisé par Square dans les années 1990 » et estime qu'il est considéré comme l'un des meilleurs jeux jamais créés grâce à son système de combats. Selon le site, l'attrait du jeu n'a pas diminué, grâce à un gameplay unique et amusant même quinze ans après sa sortie (en 2008). Les menus en anneaux fonctionnent toujours bien, malgré la nécessité d'une courte prise en main en début de partie. Eurogamer recommande l'achat, le qualifiant même de meilleur du moment sur la console virtuelle, et le décrit comme un jeu essentiel, fondateur de la série Mana. Official Nintendo Magazine évoque un « joyau old school réalisé par Square » et « des graphismes conservant un certain charme ».
La version iOS publiée en 2010 est globalement bien accueillie par la presse spécialisée, malgré quelques critiques récurrentes. Gameblog remarque la remasterisation, l'adaptation des contrôles à l'écran tactile, cependant moins précis que dans l'original et la nouvelle traduction de qualité en français. Le média qualifie le jeu de « culte », un peu plus difficile que l'original et remarque l'absence du mode multijoueur coopératif. De son côté, Gamekult relève l'intérêt de son aspect nomade, les sauvegardes automatiques, les améliorations graphiques, et les nouveaux raccourcis « efficaces ». Le site voit un jeu « incontournable », cependant doté d'une interface générale ratée, mais aussi un jeu avec un affichage souvent saccadé. IGN regrette également le retrait de la fonction multijoueur et décèle les mêmes problèmes de justesse et de précision des contrôles.
La version de Secret of Mana incluse dans la ludothèque de la console dédiée Super NES Mini sortie à partir de la fin septembre 2016 est elle-aussi bien accueillie. Les critiques relèvent les mêmes défauts que dans la version originale, mais jugent le jeu comme un classique incontournable,.

### Ventes
Secret of Mana s'écoule à 1,83 million d’exemplaires à travers le monde, dont 1,5 million au Japon. La livraison initiale de cartouches au Japon est écoulée en quelques jours seulement. Le magazine Edge remarque qu'en novembre 1993, il est « le jeu le plus couvert de l'année au Japon » et totalise un nombre élevé de ventes, alors qu'en Amérique du Nord, il est publié sans aucun battage médiatique, pratiquement inconnu. Cependant, le magazine Next Generation ne corrobore pas du tous les chiffres concernant les ventes à l'étranger et affirme que le jeu s'est vendu à plus 500 000 exemplaires uniquement en Amérique du Nord. Toutefois, Secret of Mana devient le deuxième jeu Super Nintendo le plus vendu dans les magasins américains Babbage's en octobre 1993, derrière Mortal Kombat.

## Postérité

### Distinctions
Secret of Mana reçoit quelques distinctions et figure dans plusieurs classements réalisés par la presse spécialisée. Electronic Gaming Monthly lui décerne le titre de jeu du mois en décembre 1993 et meilleur jeu de rôle de la même année,. Lors de sa remise de prix annuelle intitulée Megawards, DieHard GameFan lui décerne le prix de meilleur jeu d'action-RPG. GamePro le gratifie du titre de jeu de rôle de l'année en 1993. En 1996, le magazine Super Play le classe au 8e rang dans sa liste des cent meilleurs jeux Super Nintendo de tous les temps. En 2001, Edge place le jeu dans sa liste des cent tests significatifs que le magazine a réalisé jusque-là. Le site IGN lui accorde la 78e place en 2003, la 48e en 2005, la 49e en 2006 et la 79e en 2007, dans son classement des cent meilleurs jeux de tous les temps. Le jeu se hisse également à la 42e place du classement des 200 meilleurs jeux Nintendo de tous les temps du magazine Nintendo Power effectué en 2006. La même année, le magazine le désigne 39e meilleur jeu sur une console Nintendo parmi deux cents jeux. Il est également élu 97e meilleur jeu de tous les temps en 2006 par les lecteurs du magazine japonais Famitsu. Edge place le jeu au 39e rang de son top des cents meilleurs jeux de tous les temps en 2007. Le site IGN le désigne également 7e meilleur jeu vidéo de rôle de tous les temps dans un top cent réalisé en 2017. En septembre 2017, Jeuxvideo.com le classe 54e meilleur jeu de tous les temps. En décembre 2017, VG24/7 place le jeu en dernière position de son top cinquante des meilleurs jeux vidéo de rôle de tous les temps. En janvier 2018, Game Informer place le jeu au 16e rang dans son top cent des meilleurs jeux vidéo de rôle de tous les temps. En décembre 2018, Jeuxvideo.com le désigne 10e de son top 10 des meilleurs jeux sur Super Nintendo. Le site le place également à la fin du mois de décembre 2018 au même rang dans un top 10 des meilleurs caméos dans les jeux vidéo, pour la présence du père Noël.

### Influence et popularité
Selon Next Generation, le jeu est à l'époque de sa sortie étonnamment populaire pour un jeu de rôle, et contribue à la démocratisation croissante du genre en Occident. Il contribue d'autant plus à la popularisation du genre du jeu de rôle japonais en Europe, que ni les jeux de la série Final Fantasy, ni ceux de Dragon Quest ne sont sortis sur le vieux continent jusque-là (1993). Selon Jeuxvideo.com, il « est considéré par beaucoup de joueurs comme LE jeu qui les a lancés dans le [...] monde des JRPG ».
Secret of Mana est considéré comme un classique de la Super Nintendo. En 2014, le magazine Edge le décrit comme « l'un des pinacles de l'ère des 16 bits », et estime que sa popularité n'a par la suite été dépassée sur Super Nintendo que par The Legend of Zelda: A Link to the Past. Selon Retro Gamer, c'est l'un des jeux de rôle les plus populaires de l'ère des consoles 16 bits. Pour Jeuxvideo.com, Secret of Mana est « considéré comme un monument du jeu vidéo », expression qu'emploie également Pix'n Love. Selon Hiromichi Tanaka, la popularité de Secret of Mana auprès de toutes sortes de profils de joueurs est due au fait qu'il ne soit pas un jeu d'action mais favorise plutôt la réflexion et permet ainsi à ceux qui ne maîtrisent pas ce genre de s'amuser. Pour IGN, si le jeu est « si mémorable », c'est grâce à son système de combat en temps réel « unique », à l'opposé des jeux de rôle classiques produits par Square comme Final Fantasy III et Chrono Trigger. C'est l'un des premiers jeux de rôle à proposer un jeu en multijoueur coopératif,. Cet aspect précurseur est cependant occulté à l'époque de l'exploitation du jeu.
Secret of Mana est un jeu qui a eu une certaine influence à l'époque de sa sortie (1993), et celle-ci a perduré jusque dans les années 2010. Des éléments de gameplay, tels que son système de menu circulaire, qualifié par Edge de « souvent imité », ont été empruntés par d'autres jeux, tels que Le Temple du mal élémentaire,. Son gameplay multijoueur en coopération est cité comme une influence dans la création du jeu Dungeon Siege III.

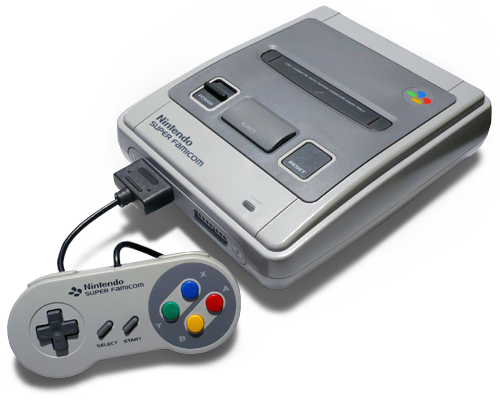
Secret of Mana est considéré comme un classique de la Super Nintendo et l'un des meilleurs jeux de rôle de l'ère des consoles 16 bits.

Lors du concert symphonique Symphonic Fantasies se déroulant le 12 septembre 2009 à Cologne (Allemagne) durant lequel sont jouées des musiques des jeux de Square Enix, dont les bandes-son réalisées par Yasunori Mitsuda, Nobuo Uematsu et Yoko Shimomura, un « vibrant » hommage est réservé à Secret of Mana, dont six morceaux ont été jouées,. En février 2015 à l'occasion de la sortie du remake du jeu, Secret of Mana HD, le remixeur anglais Dan TPR Collins réinterprète la bande-son originale du jeu et la propose gratuitement sur YouTube.

### Série et suites
La série Mana connait de très nombreuses suites et jeux dérivés. Dès 1995, Seiken densetsu 3 (Trials of Mana), suite de Secret of Mana, sort sur Super Nintendo, mais n'est pas commercialisé en Europe. La ROM originale est hackée en 2000 par Neill Corlett, qui la traduit intégralement en anglais. L'année suivante, le groupe amateur Terminus Traduction réalise une version française non officielle à partir des textes anglais. La série connait deux autres suites respectivement publiées en 1999 puis 2014, Legend of Mana sur PlayStation et Rise of Mana sur smartphone (iOS et Android) et PlayStation Vita,. Deux remakes du premier opus Mystic Quest sont publiés, intitulés Sword of Mana, en 2003 sur Game Boy Advance et Adventures of Mana, en 2016 sur smartphone (iOS et Android) et PlayStation Vita. Plusieurs jeux dérivés sortent dans la série, dont Children of Mana sur Nintendo DS en mars 2006, puis Dawn of Mana sur PlayStation 2 à la fin de la même année. Le jeu Friends of Mana est également publié uniquement au Japon sur téléphone mobile,. En 2007, parait Heroes of Mana sur Nintendo DS. En 2013, Square Enix publie également Circles of Mana, un jeu social de cartes à collectionner, uniquement au Japon sur iOS et Android, disponible sur GREE. En 2017, une compilation intitulée Seiken densetsu Collection est publiée uniquement au Japon sur Nintendo Switch, comprenant Mystic Quest, Secret of Mana et Trials of Mana.
Une fausse idée persistante, selon laquelle Square USA produit alors Secret of Evermore, son unique jeu original, en remplacement de la suite de Secret of Mana, est véhiculée pendant de nombreuses années. Effectivement, Seiken densetsu 3 n'est finalement pas traduit et publié en dehors du Japon. Secret of Evermore serait donc une suite spirituelle de Secret of Mana. En effet, Secret of Evermore partage de nombreux éléments de gameplay issus de Secret of Mana, comme les combats en temps réel, le système de menu circulaire, ou la possibilité de diriger n'importe quel avatar du duo de personnages joueurs. Tous ces éléments ont été copiés parce qu'ils ont prouvé leur efficacité. Malgré ces similarités dans les mécanismes de jeu, le genre, la plate-forme, la période de publication, mais aussi dans le titre, Secret of Evermore n'est pourtant pas un jeu de la série Mana,. En mars 2009, Brian Fehdrau, programmeur principal de Secret of Evermore, confirme que la décision de ne pas traduire et commercialiser Seiken densetsu 3 est indépendante du processus de développement de Secret of Evermore et a été prise par la maison-mère au Japon. Il rajoute que les deux jeux n'ont rien à voir entre eux, et que le développement de Secret of Evermore est un processus indépendant se déroulant aux États-Unis. Il rappelle aussi que les deux jeux sont réalisés par des équipes complètement différentes et que la filiale américaine n'a jamais non plus réalisé de traduction de jeu. Il précise finalement que les traductions réalisées l'ont été par des employés tiers, recrutés temporairement pour réaliser ces tâches précises.

### Remake
En août 2017, un remake du jeu intégrant des graphismes en 3D, dans un style chibi, est annoncé par Square Enix sur différentes plates-formes pour le 15 février 2018.
Le 15 février 2018, le remake, intitulé Secret of Mana (également Secret of Mana HD) est publié sur PlayStation 4, PlayStation Vita, et PC (Windows) via Steam. Sur les plates-formes Sony, le jeu est disponible en téléchargement sur le PlayStation Network, et est également commercialisé en version physique uniquement pour PS4. Le 5 mars 2018, Square Enix publie un correctif pour la version PS4 annoncé la semaine précédente, réglant de nombreux bugs. Un correctif pour la version PC est publié le 12 mars 2018.
Secret of Mana est assez moyennement accueilli par la presse spécialisée,,,. La presse anglophone voit un jeu « honnête », mais comportant quelques lacunes évidentes. IGN apprécie globalement le classique remis au goût du jour en trois dimensions et son scénario, mais reste un peu déçu par le style visuel des personnages en super deformed avec des têtes énormes, couplés à « des doublages assez gênants ». Le site juge les combats « efficaces » et « exigeants », mais relève un certain déséquilibre, à cause d'ennemis trop compliqués à tuer à mesure que le joueur se rapproche de la fin de la partie. GameSpot partage cette position sur les doublages, alors même que les personnages ne bougent pas les lèvres. Le site juge les visuels et les personnages, comme des améliorations par rapport aux dernières productions Square du moment (2018). Selon le site, si le jeu est présenté comme un remake, c'est en réalité une transcription point par point du jeu original, avec des graphismes en trois dimensions, le seul ajout conséquent étant la nouvelle carte. Il considère que le jeu en vaut la peine, mais note également une intelligence artificielle sous-développée. Du côté de la presse spécialisée française, Gamekult, comme Jeuxvideo.com accueillent très froidement le jeu, lui reprochant d'être un simple « portage paresseux et pas toujours d'un goût exquis », avec un gameplay ayant vieilli, sans avoir bénéficié d'améliorations. À l'instar de GameSpot, Gamekult, tient à préciser que le jeu est en réalité un remaster, plutôt qu'un remake,.